# Viaggio (Claudio Rocchi)
Viaggio è il primo album da solista del cantautore italiano Claudio Rocchi, e il suo secondo in assoluto considerando Le idee di oggi per la musica di domani inciso con gli Stormy Six. Venne pubblicato nel 1970.

## Il disco
Messo in commercio pochi mesi dopo il 45 giri di debutto di Rocchi, La televisione accesa/Indiscutibilmente (brani non inseriti nell'album), Viaggio ottiene il Premio della Critica Discografica nel 1971.
Le canzoni sono tutte scritte da Claudio Rocchi; i tecnici del suono sono Paolo Gennai e Pasquale Soggiu, mentre la copertina è di Gabriele Di Bartolo e la foto del retro è di Roberto Rocchi.
L'album è stato pubblicato con tre diverse copertine (tutte di Di Bartolo): la prima ha il titolo in bianco con il nome di Rocchi in nero, la seconda ha anche il nome in bianco, mentre la terza ha un'altra foto in bianco e nero; nel 1976 il disco è stato ristampato in versione economica nella serie Oxford (OX/3025) con in copertina il volto del cantautore tra le nuvole e il titolo cambiato in "Flying".
All'incisione partecipano anche due compagne di scuola di Rocchi, Roberta Rossi (in seguito pittrice) e Annie Lerner; quest'ultima è la sorella del giornalista Gad Lerner e in seguito art director del noto fotografo Oliviero Toscani.
Il disco è stato ristampato in CD una prima volta nel 1994 dalla Vinyl Magic (VM 044) e una seconda volta nel 2003 dalla BMG (74321-98508-2).

## Tracce
LATO A
1. Oeuvres - 5:43
2. La tua prima luna - 3:42
3. Non è vero - 2:37
4. Ogni uomo - 4:54
5. Gesu' Cristo (Tu con le mani) - 5:58

LATO B
1. Ma qui - 1:10
2. I cavalli - 1:58
3. Acqua - 5:26
4. 8.1.1951 - 4:55
5. Questo mattino - 2:05
6. Viaggio - 7:32

## Formazione
- Claudio Rocchi: voce, chitarra, pianoforte, bonghi
- Mauro Pagani: flauto, violino, congas
- Roberta Rossi: voce (in La tua prima luna)
- Annie Lerner: voce (in Gesu' Cristo (Tu con le mani))